# 中国驻罗马尼亚大使列表
本列表为中華民國和中華人民共和國驻罗马尼亚历任大使名录。

## 历任中国驻罗马尼亚大使

### 中华民国驻罗马尼亚公使（1939年－1941年）
1939年起中华民国开始派遣驻罗马尼亚公使。1941年7月，罗马尼亚政府追随纳粹德国承认汪精卫政权，中国遂于1941年7月15日关闭驻罗马尼亚公使馆。
| 姓名 | 任命          | 到任         | 递交国书       | 免职 | 离任          | 外交衔级 | 外交职务     | 备注 | 备注 |
| ---- | ------------- | ------------ | -------------- | ---- | ------------- | -------- | ------------ | ---- | ---- |
| 梁龙 | 1939年7月15日 | 1939年9月7日 | 1939年10月18日 |      | 1941年7月15日 | 公使     | 特命全权公使 |      |      |

### 附：满洲国驻罗马尼亚公使（1941年－1945年）
1940年12月1日，罗马尼亚承认满洲国。
| 姓名   | 任命          | 到任 | 递交国书       | 免职   | 离任 | 外交衔级 | 外交职务     | 备注     | 备注 |
| ------ | ------------- | ---- | -------------- | ------ | ---- | -------- | ------------ | -------- | ---- |
| 吕宜文 | 1941年10月6日 |      | 1941年10月29日 | 1945年 |      | 公使     | 特命全权公使 | 驻德国兼 |      |

### 中华民国（汪精卫政权）驻罗马尼亚公使（1941年－1945年）
1941年7月1日，罗马尼亚承认汪精卫政权。
| 姓名 | 任命          | 到任 | 递交国书 | 免职 | 离任 | 外交衔级 | 外交职务     | 备注       | 备注 |
| ---- | ------------- | ---- | -------- | ---- | ---- | -------- | ------------ | ---------- | ---- |
| 李芳 | 1941年9月19日 |      |          |      |      | 公使     | 特命全权公使 | 兼驻匈牙利 |      |

### 中华人民共和国驻罗马尼亚大使（1950年至今）
1949年10月5日，中华人民共和国与罗马尼亚建交，1950年起派遣驻罗马尼亚大使。
| 姓名   | 任命           | 任命           | 到任           | 递交国书       | 免职           | 免职           | 离任           | 外交衔级 | 外交职务     | 备注         |
| 姓名   | 全国人大常委会 | 主席           | 到任           | 递交国书       | 全国人大常委会 | 主席           | 离任           | 外交衔级 | 外交职务     | 备注         |
| ------ | -------------- | -------------- | -------------- | -------------- | -------------- | -------------- | -------------- | -------- | ------------ | ------------ |
| 王幼平 | 1950年6月28日  | 1950年6月8日   | 1950年8月8日   | 1950年8月11日  | 1954年9月9日   | 1954年11月20日 | 1954年11月     | 大使     | 特命全权大使 |              |
| 孔祥祯 | 1954年9月9日   | 不適用         | 未到任         | 不適用         | 1954年10月16日 | 不適用         | 不適用         | 大使     | 特命全权大使 |              |
| 柯柏年 | 1954年10月16日 | 1954年11月20日 | 1955年2月15日  | 1955年2月19日  | 1959年3月11日  | 1959年4月21日  | 1959年4月      | 大使     | 特命全权大使 |              |
| 许建国 | 1959年3月11日  | 1959年4月21日  | 1959年6月      | 1959年6月12日  | 1963年9月28日  | 1964年2月24日  | 1964年1月25日  | 大使     | 特命全权大使 |              |
| 刘放   | 1963年12月18日 | 1964年2月24日  | 1964年4月6日   | 1964年4月10日  | 1965年12月16日 | 1966年1月28日  | 1965年12月25日 | 大使     | 特命全权大使 |              |
| 曾涌泉 | 1965年12月16日 | 1966年1月28日  | 1966年3月12日  | 1966年3月17日  | 不適用         | 不適用         | 1966年10月     | 大使     | 特命全权大使 |              |
| 王栋   | 不適用         | 不適用         | 1966年10月     | 不適用         | 不適用         | 不適用         | 1967年1月      | 参赞     | 临时代办     |              |
| 李斌   | 不適用         | 不適用         | 1967年1月      | 不適用         | 不適用         | 不適用         | 1967年         | 参赞     | 临时代办     |              |
| 马叙生 | 不適用         | 不適用         | 1968年         | 不適用         | 不適用         | 不適用         | 1969年6月      |          | 临时代办     |              |
| 张海峰 | 不適用         | 不適用         | 1969年6月20日  | 1969年6月24日  | 不適用         | 不適用         | 1973年5月14日  | 大使     | 特命全权大使 |              |
| 李庭荃 | 不適用         | 不適用         | 1973年8月6日   | 1973年8月11日  | 1979年2月23日  | 不適用         | 1978年11月10日 | 大使     | 特命全权大使 |              |
| 陈叔亮 | 1979年2月23日  | 不適用         | 1979年1月      | 1979年1月9日   | 1982年11月19日 | 不適用         | 1982年12月     | 大使     | 特命全权大使 |              |
| 李则望 | 1982年11月19日 | 不適用         | 1983年3月      | 1983年3月29日  | 1984年11月14日 | 1985年5月7日   | 1984年12月27日 | 大使     | 特命全权大使 |              |
| 于洪亮 | 1984年11月14日 | 1985年5月7日   | 1985年4月      | 1985年4月24日  | 1987年3月19日  | 1987年8月13日  | 1987年7月      | 大使     | 特命全权大使 |              |
| 王荩卿 | 1987年3月19日  | 1987年8月13日  | 1987年8月      | 1987年8月20日  | 1991年6月29日  | 1991年10月18日 | 1991年11月10日 | 大使     | 特命全权大使 |              |
| 李凤林 | 1991年9月4日   | 1991年10月18日 | 1991年11月     | 1991年11月11日 | 1995年2月28日  | 1995年6月19日  | 1995年4月      | 大使     | 特命全权大使 | 兼驻摩尔多瓦 |
| 卢秋田 | 1995年2月28日  | 1995年6月19日  | 1995年7月      |                | 1996年5月15日  | 1997年2月1日   | 1996年12月     | 大使     | 特命全权大使 |              |
| 刘古昌 | 1996年5月15日  | 1997年2月1日   | 1997年3月      | 1997年3月4日   | 1999年8月30日  | 1999年11月12日 | 1999年8月      | 大使     | 特命全权大使 |              |
| 陈德来 | 1999年8月30日  | 1999年11月12日 | 1999年10月     |                | 2003年6月28日  | 2004年1月29日  | 2003年12月     | 大使     | 特命全权大使 |              |
| 徐坚   | 2003年6月28日  | 2004年1月29日  | 2004年1月31日  | 2004年2月12日  | 2007年6月29日  | 2007年12月6日  | 2007年10月     | 大使     | 特命全权大使 |              |
| 刘增文 | 2007年6月29日  | 2007年12月6日  | 2007年11月2日  | 2007年11月12日 | 2011年8月26日  | 2011年12月20日 | 2011年11月     | 大使     | 特命全权大使 |              |
| 霍玉珍 | 2011年8月26日  | 2011年12月20日 | 2011年12月11日 | 2011年12月19日 | 2014年8月31日  | 2015年2月11日  | 2015年1月      | 大使     | 特命全权大使 |              |
| 徐飞洪 | 2014年8月31日  | 2015年2月11日  | 2015年1月24日  | 2015年1月29日  | 2018年4月27日  | 2019年4月4日   | 2018年5月      | 大使     | 特命全权大使 |              |
| 姜瑜   | 2018年12月29日 | 2019年4月4日   | 2019年3月8日   | 2019年4月16日  | 2022年2月28日  | 2022年6月9日   | 2022年3月      | 大使     | 特命全权大使 |              |
| 韩春霖 | 2022年2月28日  | 2022年6月9日   | 2022年5月14日  | 2022年9月7日   |                |                | 2024年12月     | 大使     | 特命全权大使 |              |